# 学生団体ivote
学生団体ivote（がくせいだんたいアイ・ヴォート）は、若者の投票率向上を目指して活動している日本の学生団体である。
2008年4月に東京大学在学中の原田謙介によって設立。設立当初は選挙権が20歳以上と定められていたこともあり「20代の投票率向上」を目的としていた。
「政治参加」に対する仕切りを下げることに注力し、投票率が低い20代を中心とした若者に対して意思表示である「投票」への参加を啓発している。
創設時より政治的中立をポリシーに掲げており、特定の政党や政治家を支援することは行っていない。2010年2月に財団法人明るい選挙推進協会から優良団体表彰を受賞した。

## 組織構成

### 支部
- 東京本部
  - 設立：2008年4月
  - 拠点：東京都 新宿区

### 役員
- 代表
- 副代表
- 事務局長
- 会計
- 広報局長
- 渉外局長
- 運営局長

## 過去に存在した支部

### 関西支部
- 2014年3月、京都府京都市にて結成
- 最盛期は京都市と大阪市にそれぞれ拠点を置いて活動し、1000人規模のイベントを開催するなど精力的に活動していた
- 2016年10月、NPO法人Mielkaに変更

### 九州支部
- 2015年4月、福岡県福岡市にて結成
- 関西に継ぐ2番目の支部として活動していた

### 東海支部
- 2015年7月、愛知県名古屋市にて結成
- 関西、九州に続き、3番目の支部として活動していた

### 四国支部
- 2016年8月、愛媛県松山市にて結成
- 関西、九州、東海に続き4番目の支部として活動していた

## 主な活動

### 居酒屋ivote
- 各政党の国会議員と20代の若者が居酒屋で懇談する企画で、2009年より開始
- 亀井亜紀子、河野太郎、津村啓介、福島みずほ、松田公太、山本一太 など50名以上の議員（開催当時）がこれまで来席している

### 女子会ivote
- 居酒屋ivoteを女性議員と女性参加者に限定して懇談する企画で、2012年より開始
- 女性議員（開催当時）、キャリアウーマン、女子学生 などこれまで多数来席している

### ivote school
- 若者が政治を学び合うためのコミュニティとして2019年8月より開始
- コンテンツは「議論会」、「勉強会」、「学び合うコミュニティ」の３を柱として展開している

### まなぼーと
- 選挙前に争点となり得る問題について有識者を招き、講義やディスカッションを行う機会として2011年より開始
- ブロガーのイケダハヤト、ジャーナリストの池上彰、ジャーナリストの下村健一 などこれまで多数の有識者を招いている

### 模擬選挙
- 選挙権の引き下げ[2]に伴い、小学校、中学生・高校生に対する選挙の疑似体験の機会として2014年より開始
- 選挙管理委員会から実物の投票箱を借り、実施している

### IVOTALK
- 設定されたテーマに沿って体験談などを参加者でひたすら話す場として2022年より開始

### 他団体・企業・行政とのコラボ企画
- ファシリテーション、医療など多岐にわたって企画を展開している

## 過去に実施していた活動

### ivoteメールプロジェクト
- 事前に登録したメールアドレス宛に投票日の朝にリマインドメールを送るプロジェクト
- 2009年の第45回衆議院議員総選挙では1181名、2010年の第22回参議院議員選挙では538名が登録

### 20代の夏政り
- 選挙前に、若者が浴衣や甚平を着て街頭啓発を実施
- 2009年の第45回衆議院議員総選挙では全国14ヶ所約12団体、2010年の第22回参議院議員選挙では全国18ヶ所約20団体が参加

### 投票所マッピング
- 国政選挙前にGoogleマップ上に全国の期日前投票所・本投票所の場所をマッピングし、選挙啓発につなげるプロジェクト

## 沿革
- 2008年 4 月：学生団体ivote結成
- 2009年 2 月：「ivoteメールプロジェクト」をスタート
- 2009年 8 月：第45回衆議院議員総選挙での投票率向上に向けた「20代の夏政り」を全国で開催
- 2009年 8 月：衆議院東京都第5区の立候補者による公開討論会を開催（学生団体RING、社団法人東京青年会議所との共催）
- 2010年 5 月：東京大学五月祭で文化放送のラジオ番組ロンドンブーツ1号2号 田村淳のNewsCLUBの公開収録を開催
- 2010年 7 月：第22回参議院議員通常選挙での投票率向上に向けた「20代の夏政り2010」を全国18ヶ所で開催
- 2010年11月：東京大学駒場祭で「学生と日本の未来"メディア×政治"」を開催
- 2011年11月：環境政策ボートマッチ「C-vote」をリリース
- 2012年 1 月：25歳での被選挙権獲得を祝う「第二成人式」を開催
- 2013年 7 月：第23回参議院議員通常選挙に向け投票所マッピングをリリース
- 2013年 7 月：同・参院選での投票率向上に向けてジャーナリスト池上彰氏を講師に迎え「はじめての憲法」を開催
- 2014年 3 月：ivote関西支部を創設。京都を中心に活動を開始
- 2014年12月：衆院選での投票率向上に向けてジャーナリスト下村健一氏を迎え「第二回まなぼーと」を開催
- 2015年 4 月：ivote九州支部を創設。福岡を中心に活動を開始
- 2015年 7 月：ivote東海支部を創設。愛知を中心に活動を開始
- 2015年 7 月：IR法案及びカジノについて議論する「CASINOは何しにニッポンへ？？」を開催
- 2016年 8 月：ivote四国支部を創設。愛媛を中心に活動を開始
- 2017年 5 月：千葉市長選に合わせ、候補者の政策や人柄をわかりやすく伝えるコンテンツ「やわらか選挙公報」を制作
- 2019年 2 月：ivote Media をリリース
- 2019年 8 月：ivote school を初開催
- 2022年11月：公式ロゴを変更